# Prijakt
Le Prijakt est une montagne qui s’élève à 3 064 m d’altitude dans les Hohe Tauern, en Autriche. Il est composé de deux cimes proches, le Hohe Prijakt et le Niedere Prijakt à 3 056 m d'altitude.